# 箭

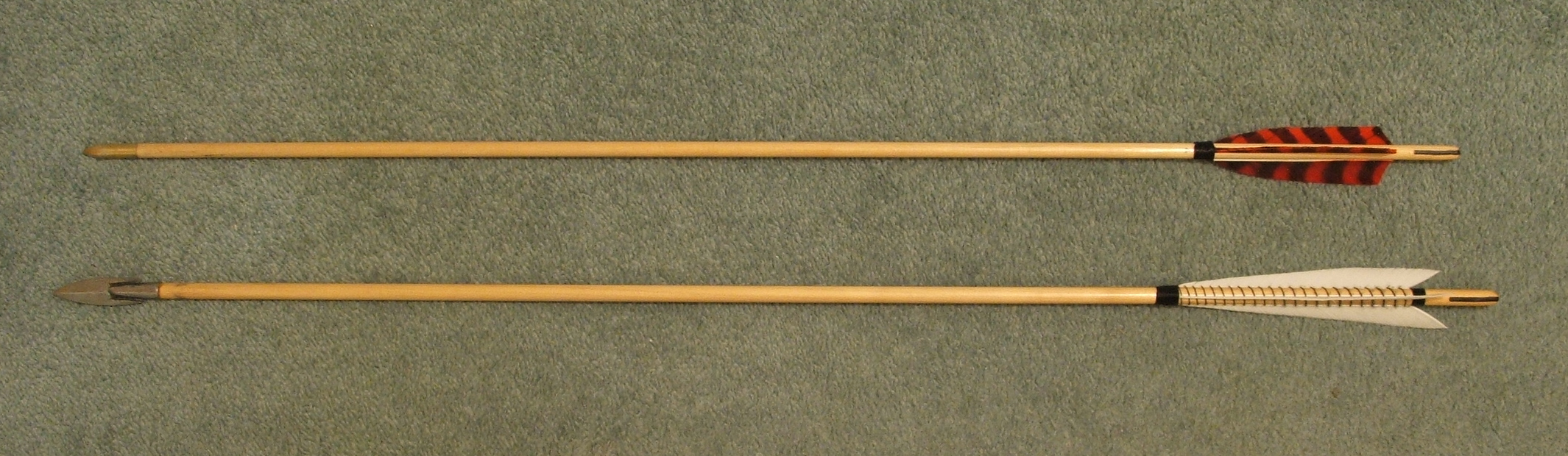
上：現代箭
下：仿中世紀箭

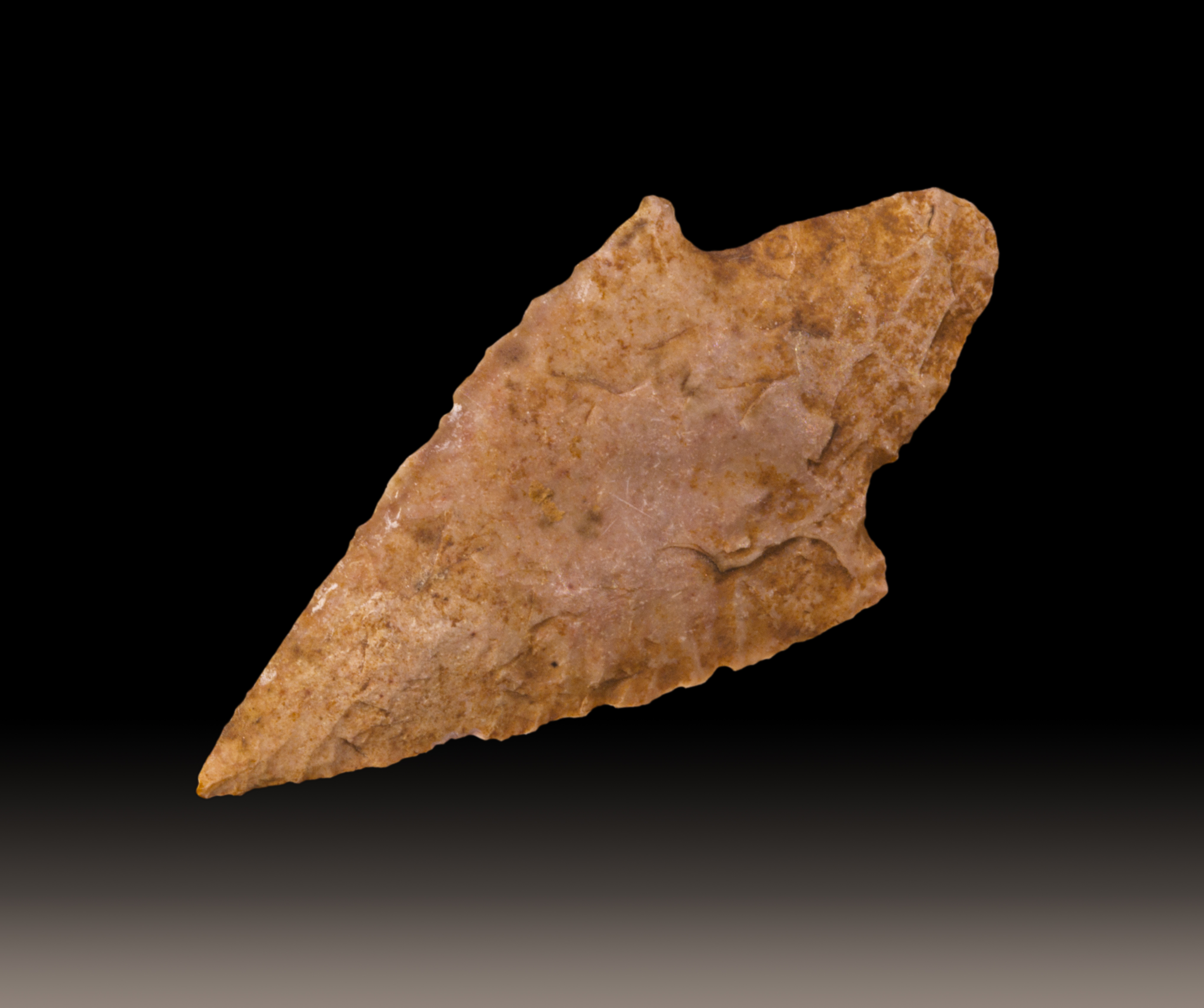
新石器时代的箭頭

箭，又稱箭矢，指的是由弓或是弩所射出的武器，外型通常是一根堅硬的長桿，後方帶有穩定裝置，前方帶有箭頭。是人类自远古时代便开始利用的武器。
除了作為武器用途外，另有一種「響箭」，箭鏃部份以空心管狀鐵器製作，發射時空氣急速注入，可以使鐵器發出高音頻的聲響，主要用作通訊或警示用途。《水滸傳》中梁山泊哨站客店要通知山寨發船的話，主要都靠發射響箭示意；中國稱為「響馬」的山賊也是因為常用響箭而得名。

## 歷史
新石器時代即有石、骨、角、蚌製成箭簇的箭矢。
商代已經出現銅簇。河南出土遺跡顯示箭長約87公分，直徑1公分，箭羽約占箭桿的五分之一。河北的遺跡的箭長85公分，箭羽長20公分。
西周與春秋時期，箭頭（簇）的外型仍是雙翼狀，由銅製成，即一般箭頭符號的樣子。戰國時期，三稜形銅簇變成了主流，有些箭莖長達30至40公分，箭桿以竹或木製，尾裝鳥羽。從出土實物來看，東周時期的弓箭一般長約70公分，弩箭則長約50公分。
秦朝亦流行戰國時期的三稜簇，箭頭製作精細，經過銼磨、拋光，長度誤差細微，箭頭的含鉛量大於其他銅製兵器，應是刻意增加毒性。除了銅簇以外，也開始使用鐵簇，開始向鐵製兵器過渡。西漢中期已經大量使用鐵簇，使用鑄鐵脫碳成鋼法。東漢時銅簇已少見。

## 研究書目
- Joseph Needham（李約瑟）& Robin D.S. Yates（葉山）著，鍾少異等譯：《中國科學技術史》，第5卷第6分冊，《軍事技術：拋射武器及攻守城技術》（上海：上海古籍出版社，2004）。

## 延伸阅读
[在维基数据编辑]
 《欽定古今圖書集成·經濟彙編·戎政典·弓矢部》，出自陈梦雷《古今圖書集成》
1. ↑  成東、鍾少異《中國古代兵器圖集》。